# Barn: Tidningen om barns rättigheter
Barn: Tidningen om barns rättigheter är Rädda Barnens medlemstidning. Den har givits ut sedan 1942. Den hade 1942-1962 titeln Rädda barnen, 1962-1999 Barnen och vi : en tidning om barns rättigheter, och från 1999 den nuvarande titeln. Sedan 2001 finns den även i en engelsk utgåva.